# Cascadas de Agura
Las cascadas de Agura (del ruso: Агурские водопады) es un sistema de sucesivas cascadas en el curso del río Agura, al atravesar su valle por un estrecho desfiladero la cordillera de Ajún, 4 km al norte de la costa nordeste del mar Negro y Mali Ajún. Pertenece administrativamente al distrito de Josta de la unidad municipal de la ciudad-balneario de Sochi, en el krai de Krasnodar del sur de Rusia.
Desde el microdistrito de Mali Ajún se accede remontando el valle del río Agura y tomando un sendero construido en 1911 por los miembros del club de montaña de Sochi. En la parte superior de las cascadas y el desfiladero, se halla la llamada Roca del Águila.

## Galería

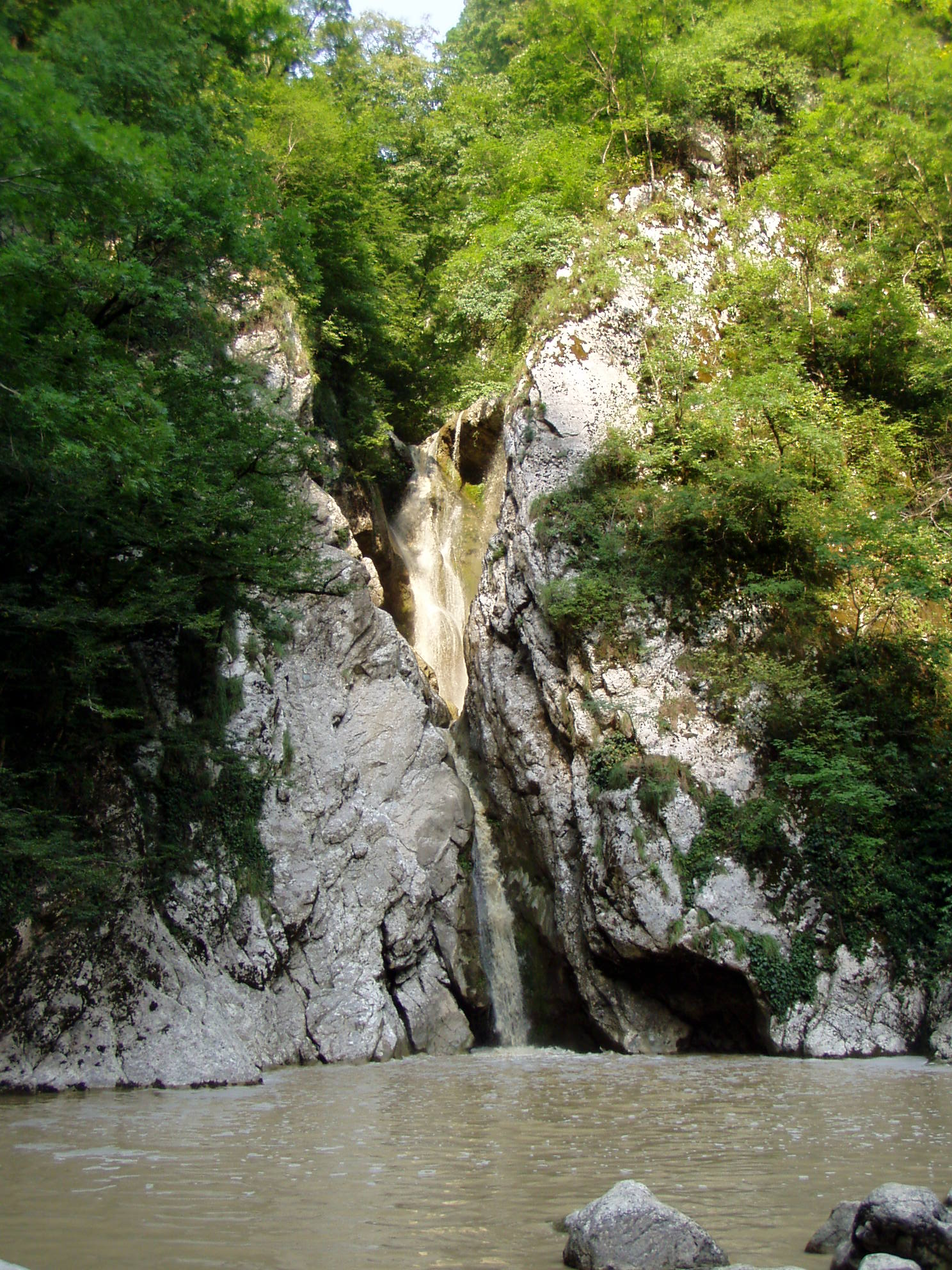
Cascada superior.